# International Journal of Modern Physics
 (mars 2025).
La mise en forme du texte ne suit pas les recommandations de Wikipédia : il faut le « wikifier ».
Les points d'amélioration suivants sont les cas les plus fréquents. Le détail des points à revoir est peut-être précisé sur la page de discussion.
- Les titres sont pré-formatés par le logiciel. Ils ne sont ni en capitales, ni en gras.
- Le texte ne doit pas être écrit en capitales (les noms de famille non plus), ni en gras, ni en italique, ni en « petit »…
- Le gras n'est utilisé que pour surligner le titre de l'article dans l'introduction, une seule fois.
- L'italique est rarement utilisé : mots en langue étrangère, titres d'œuvres, noms de bateaux, etc.
- Les citations ne sont pas en italique mais en corps de texte normal. Elles sont entourées par des guillemets français : « et ».
- Les listes à puces sont à éviter, des paragraphes rédigés étant largement préférés. Les tableaux sont à réserver à la présentation de données structurées (résultats, etc.).
- Les appels de note de bas de page (petits chiffres en exposant, introduits par l'outil «  Source ») sont à placer entre la fin de phrase et le point final[comme ça].
- Les liens internes (vers d'autres articles de Wikipédia) sont à choisir avec parcimonie. Créez des liens vers des articles approfondissant le sujet. Les termes génériques sans rapport avec le sujet sont à éviter, ainsi que les répétitions de liens vers un même terme.
- Les liens externes sont à placer uniquement dans une section « Liens externes », à la fin de l'article. Ces liens sont à choisir avec parcimonie suivant les règles définies. Si un lien sert de source à l'article, son insertion dans le texte est à faire par les notes de bas de page.
- La présentation des références doit suivre les conventions bibliographiques. Il est recommandé d'utiliser les modèles {{Ouvrage}}, {{Chapitre}}, {{Article}}, {{Lien web}} et/ou {{Bibliographie}}. Le mode d'édition visuel peut mettre en forme automatiquement les références.
- Insérer une infobox (cadre d'informations à droite) n'est pas obligatoire pour parachever la mise en page.

Pour une aide détaillée, merci de consulter Aide:Wikification.
Si vous pensez que ces points ont été résolus, vous pouvez retirer ce bandeau et améliorer la mise en forme d'un autre article.

## International Journal of Modern Physics A
L' International Journal of Modern Physics est une série de revues de physique publiées par World Scientific. Il est créé en 1986 et couvre la physique des particules et des champs, la gravitation, la cosmologie et la physique nucléaire.
La revue est résumée et indexée dans :
- Science Citation Index
- Current Contents/Physical, Chemical & Earth Sciences
- Astrophysics Data System (ADS) Abstract Service
- Mathematical Reviews
- Inspec
- Zentralblatt MATH

International Journal of Modern Physics B a été créé en 1987. Il couvre les développements dans le domaine de la matière condensée, de la physique statistique et appliquée et de la supraconductivité à haute température.
La revue est résumée et indexée dans :
- Science Citation Index
- Current Contents/Physical, Chemical & Earth Sciences
- Astrophysics Data System (ADS) Abstract Service
- Chemical Abstracts Service
- Mathematical Reviews
- Inspec
- CSA Meteorological & Geoastrophysical Abstracts
- Zentralblatt MATH
- Scopus

## International Journal of Modern Physics C
International Journal of Modern Physics C a été fondé en 1990. Il couvre la physique computationnelle, le calcul physique et les sujets connexes pour l'astrophysique, la biophysique computationnelle, la science des matériaux et la physique statistique.
La revue est résumée et indexée dans :
- Scopus
- Science Citation Index
- CompuMath Citation Index
- Current Contents/Physical, Chemical & Earth Sciences
- Computer & Control Abstracts
- Electrical & Electronics Abstracts
- Physics Abstracts
- Energy Science and Technology Database
- Astrophysics Data System (ADS) Abstract Service
- Mathematical Reviews
- Inspec
- CSA Meteorological & Geoastrophysical Abstracts
- Zentralblatt MATH

## International Journal of Modern Physics D
International Journal of Modern Physics D a été créé en 1992. Il couvre la gravitation, l'astrophysique et la cosmologie, et traite de sujets tels que la relativité générale, la gravité quantique, les particules cosmiques et le rayonnement.
La revue est résumée et indexée dans :
- Science Citation Index
- ISI Alerting Services
- Current Contents/Physical, Chemical & Earth Sciences
- Astrophysics Data System (ADS) Abstract Service
- Mathematical Reviews
- Inspec
- Zentralblatt MATH

## International Journal of Modern Physics E
L'International Journal of Modern Physics E a été lancé en 1992. Il traite de science nucléaire expérimentale, théorique et computationnelle, ainsi que de ses applications et de son interaction avec l'astrophysique et la physique des particules.
La revue est résumée et indexée dans :
- Current Contents/Physical, Chemical & Earth Sciences
- Astrophysics Data System (ADS) Abstract Service
- Inspecter

## International Journal of Modern Physics: Conference Series
International Journal of Modern Physics: Conference Series publie les actes de conférences et d'autres événements en direct sur la physique. C'est une revue en libre accès, dont le premier numéro date de 2011.